# Hemidactylus lemurinus
Hemidactylus lemurinus là một loài thằn lằn trong họ Gekkonidae. Loài này được Arnold mô tả khoa học đầu tiên năm 1980.